# La prueba del Jedi

La prueba del Jedi es la quinta novela de la serie Las Guerras Clon, basada en el universo de la Guerra de las Galaxias, más concretamente en el conflicto ficticio llamado Guerras Clon. Fue escrita por David Sherman y Dan Cragg y publicada en España en febrero de 2005 por la editorial Alberto Santos Editor.

## Argumento
El mundo de Praesitlyn va a caer en manos separatistas. Es un punto estratégico y contiene el centro de comunicaciones más importannte de la República Galáctica. Como misión final para convertirse en Caballero Jedi Anakin Skywalker viaja sin su maestro y acompañado por el Maestro Jedi Neeja Halcyon.
Hallyon y Skywalker formarán un gran equipo por el carácter del Maestro y porque él también tiene una familia. Ambos deberán enfrentarse a la brutal guerra que se desarrolla en el planeta para finalmente vencer con ayuda de los clones y con los personajes secundarios Erk y Odie, que acabarán casados por el propio Skywalker.
Durante el final de la contienda Anakin casi cede ante el Lado Oscuro matando al líder separatista, Pors Tonith y a su camarilla. Sólo la voz de Qui-Gon Jin en su mente le detiene.

## Curiosidades
El libro muestra una acción muy detallada y una sensación de realidad, estrategia y batalla tanto en acciones como en la jerarquía del ejército pocas veces vista en el universo Star Wars. Esto se debe a que uno de los escritores, David Sherman, estuvo en Vietnam y ha escrito ocho novelas acerca de la experiencia. El otro escritor, Dan Cragg, también sirvió de sargento en el ejército.
El apellido del Maestro Jedi Neeja Halcyon ha sido traducido a Alción por motivos desconocidos y su nombre también ha cambiado: del inglés Nejaa al español Nejaa.